# بانک ان ۲۶
N26 (معروف به شماره 26 تا ژوئیه ۲۰۱۶) یک نئوبانک آلمانی است که مقر آن در برلین آلمان است . N26 در حال حاضر خدمات خود را در سراسر کشورهای مختلف عضو منطقه پرداخت یورو تنها (SEPA) و در ایالات متحده ارائه می دهد . عملیات آن در انگلستان به دلیل عدم قطعیت های ناشی از برگزیت از آوریل ۲۰۲۰ به حالت تعلیق در آمده است.
این شرکت در سال ۲۰۱۳ توسط استادیوم فناوری مالی توسط والنتین استالف و ماکسیمیلیان تانتالال تأسیس شد. این نام از مکعب روبیک 26 طرفه گرفته شده است . در آوریل ۲۰۱۵ ، N26 مبلغ ۱۰ میلیون یورو در یک سری A توسط Valar Ventures دریافت کرد . Valar Ventures توسط پیتر تیل ، بنیانگذار پی پال بنیانگذاری شد.
در ابتدا ، شماره 26 بدون در اختیار داشتن مجوز بانکی فعالیت خود را آغاز کرد. در عوض ، این فقط یک رابط بود در حالی که قسمت انتهایی توسط وایرکارد ارائه می شد. در ژوئیه سال 2016 ، با دریافت مجوز بانکی خود از BaFin ، دوباره با نام N26 Bank برندسازی شد.
در ژوئن سال ۲۰۱۶ N26 به چندین مشتری اطلاع داد که حساب‌هایشان پایان می یابد. این شرکت به دلایل اصلی ذکر شده مبنی بر اینکه بعضی از مشتری ها اقدام به برداشت بیش از حد خودپرداز می کنند ، در حالی که برخی دیگر مظنون به پولشویی بودند .
در نوامبر ۲۰۱۶ از مشتریان خواسته شد تا حساب های خود را به زیرساخت های بانک N26 انتقال دهند. در نتیجه ، آنها باید شماره حساب بانکی بین‌المللی حساب جدید دریافت کنند ، در حالی که حساب های قبلی که توسط ویلکارد برگزار می شد ، پایان می یافت. در جریان انتقال پایگاه مشتری خود به زیرساخت های بانکی خود ، مشتریان N26 برای گزارش مشکلات مختلف راهی رسانه های اجتماعی شدند.
در دسامبر سال ۲۰۱۶، N26 اعلام کرد که حساب جاری اصلی آن در دسترس ۱۷ کشور منطقه یورو خواهد بود.
در مارس ۲۰۱۸، N26 در یک سری C توسط غول اینترنتی چینی تنسنت و آلیانز در یک دور C سری ۱۶۰ میلیون دلار جمع کرد. در همان تاریخ ، N26 ادعا کرد که ۸۵۰،۰۰۰ مشتری دارد و هدفش داشتن ۵،۰۰۰،۰۰۰ مشتری تا سال ۲۰۲۰ است.
در ژانویه سال ۲۰۱۹ ، N26 مبلغ ۳۰۰ میلیون دلار اضافی در دور سری D به سرپرستی Insight Venture Partners با صندوق ثروت مستقل سنگاپور GIC و چند سرمایه گذار موجود نیز در ارزیابی ۲/۷ میلیارد دلاری شرکت کرد. N26 با ارزیابی جدید ۲/۷ میلیارد دلار ، از Revolut به عنوان با ارزش ترین بانک موبایل در اروپا پیشی گرفت.
در ۱۱ ژوئیه سال ۲۰۱۹ ، N26 در ایالات متحده راه اندازی شد ، در ابتدا به مشتریان این امکان را می داد تا برای فهرست انتظار ثبت نام کنند. با توجه به اختلاف در بازار ایالات متحده (به ویژه در مورد برنامه های نظارتی برای ارائه دهندگان مالی) ، N26 با بانک آکسوس همکاری کرد تا به عنوان ارائه دهنده خدمات خود ، تحت بیمه FDIC بیمه شود . برخلاف اروپا ، جایی که آنها توسط مسترکارت تهیه خدمات می دهند ، N26 از کارت های ویزا برای مشتریان آمریکایی استفاده می کند. هفته بعد ، این شرکت سری D خود را با سرمایه گذاری اضافی 170 میلیون دلار تمدید کرد و ارزش این شرکت را ۳/۵ میلیارد دلار ارزیابی کرد. در ماه مه سال ۲۰۲۰، این شرکت تمدید دور جدید سری D خود را با ۱۰۰ میلیون دلار اضافی که در همان ارزیابی افزایش یافته بود ، اعلام کرد.
در ۱۱ فوریه ۲۰۲۰ ، N26 اعلام کرد که به دلیل خروج انگلستان از اتحادیه اروپا ، تجارت در انگلستان را متوقف خواهد کرد و تمام حساب های مؤثر را در ۱۵ آوریل خواهد بست . این شرکت به این که موسسات مالی اروپا دیگر نمی‌توانند در منطقه فعالیت کنند بدون اینکه مجوز بانکی در انگلستان اعمال شود (به جای اینکه اجازه فعالیت تحت لیسانس اتحادیه اروپا به آنها داده شود) و همچنین "زمان بندی و چارچوبی که در توافق نامه خروج اتحادیه اروپا مشخص شده است استناد کرد. " 

## بررسی اجمالی محصولات

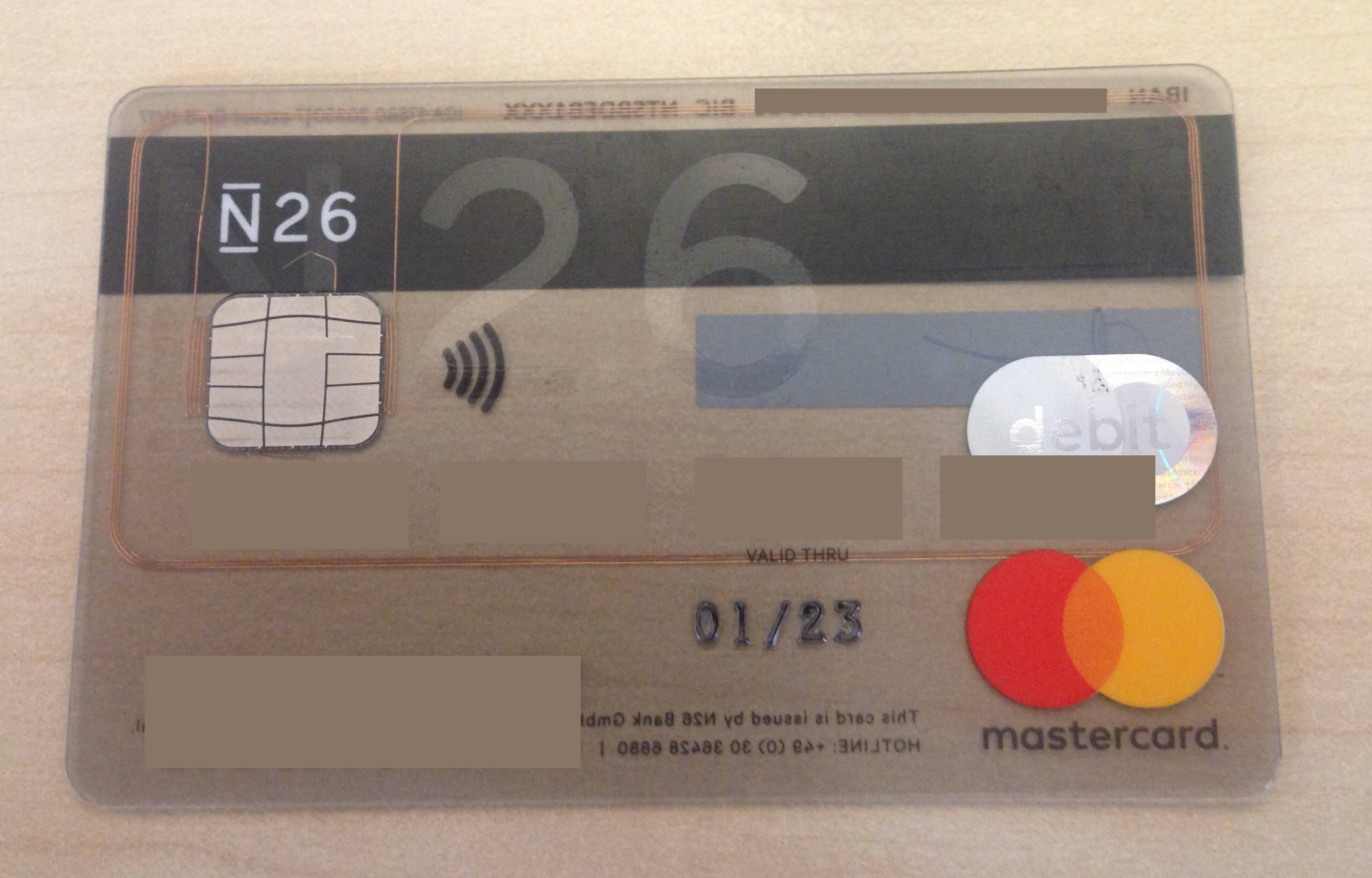
مستر کارت N26

N26 برای همه مشتریان خود یک حساب جاری اصلی و یک کارت Debit MasterCard و همچنین کارت Maestro برای مشتریان خود در بازارهای خاص فراهم می کند. علاوه بر این ، مشتریان می توانند از محصولات اضافه برداشت و سرمایه گذاری درخواست کنند. N26 همچنین حسابهای حق بیمه ( N26 You و N26 Metal ) را ارائه می دهد که ویژگی های اضافی را با هزینه ماهانه ارائه می دهند.
مراحل افتتاح حساب را می توان از طریق گپ تصویری با شریک تأیید هویت N26 ، IDnow انجام داد . فقط دارندگان گذرنامه ها و کارتهای شناسایی خاص می توانند هویت خود را به‌صورت آنلاین تأیید کنند. در صورت پشتیبانی از Postident ، دیگران باید به اداره پست آلمان مراجعه کنند. 

### دسترسی
N26 خدمات خود را در ۲۳ کشور اروپایی به علاوه ایالات متحده ارائه می دهد. در اتریش ، آلمان و هلند می توانند علاوه بر این درخواست کارت Maestro کنند .
برخی از قسمت های وب سایت و خدمات به مشتریان بدون در نظر گرفتن اقامت مشتری به زبان های انگلیسی ، آلمانی ، فرانسوی ، ایتالیایی و اسپانیایی ارائه می شود.

### پرداخت های موبایل
مشتریان N26 در بسیاری از بازارهای این کشور می توانند از تلفن هوشمند خود برای خریدهای داخل فروشگاه استفاده کنند. N26 از گوگل پی در انگلستان ، فرانسه ، بلژیک ، آلمان ، ایرلند ، ایتالیا ، اسلواکی و اسپانیا پشتیبانی می کند ، در حالی که از اپل پی در اتریش ، آلمان ، هلند ، یونان ، فنلاند ، فرانسه ، ایرلند ، ایتالیا ، لوکزامبورگ ، اسلوونی پشتیبانی می کند و اسپانیا با افزودن تدریجی گوگل پی و اپل پی به بازارهای N26 ، کشورهای دیگری اضافه می شوند.

### هزینه
N26 دارای یک حساب اصلی و بدون هزینه ماهانه است و هیچ هزینه ای را برای معاملات بانکی اساسی یا پرداخت کارت اعتباری به ارزهای خارجی پرداخت نمی‌کنید. در منطقه یورو (بجز اتریش و ایتالیا) برداشت ATM برای دارندگان حساب اصلی به پنج در ماه و سه در ماه برای دیگران محدود است. N26 برای هر برداشت اضافی مبلغ ۲ یورو را پرداخت می کند. در انگلیس ، برداشت های رایگان دستگاه خودپرداز نامحدود است.
برداشت ATM به ارزهای خارجی نیز برای حساب اصلی مبلغ ٪۱/۷۰ هزینه دارند و برای دارندگان حساب N26 شما و متال رایگان هستند.
مشتریان آلمانی همچنین می توانند در مکان های خرده فروشی پول برداشت و واریز کنند. در حالی که هیچ هزینه ای برای برداشت تا ۹۹۹ یورو پرداخت نمی‌شود ، سپردن پول نقد با ٪۱/۵ هزینه دریافت می شود.

### امنیت
مشتریان می توانند بدون نیاز به تماس با پشتیبانی N26 ، MasterCard خود را از طریق برنامه تلفن همراه قفل کرده و آنلاک کنند. آنها همچنین می توانند آن را برای استفاده در خارج از کشور یا استفاده آنلاین غیرفعال و فعال کرده و حدود روزانه برداشت پول و پرداخت کارت را تغییر دهند.

### انتقال تلفن همراه
برنامه N26 می تواند مخاطبین کاربران را در تلفن هوشمند خود اسکن کرده و سایر دارندگان حساب N26 را شناسایی کند. با استفاده از خدماتی به نام Moneybeam با مشتری N26 می توانید بدون نیاز به پر کردن شماره حساب بانکی بین‌المللی خود ، به این مخاطبین کمک مالی ارسال کنید. نقل و انتقال پول بلافاصله انجام می شود.در مواردی یک روز بانکی طول می‌کشد تا گیرنده پول را دریافت کند.

## حوادث امنیتی
در دسامبر سال ۲۰۱۶، وینسنت هاوپرت ، پژوهشگر علوم کامپیوتر از دانشگاه ارلانگن-نورنبرگ ، نشان داد که چگونه او می تواند از آسیب پذیری های امنیتی برای دستیابی به حسابهای کاربران N26 استفاده کند. هاوپرت قبلاً N26 را در مورد آسیب پذیری ها در سپتامبر ۲۰۱۶ اعلام کرده بود. N26 این مسائل را تأیید کرد و ادعا کرد که آنها پیش از عمومی شدن برطرف شده اند و افزودند که هیچ حساب کاربری در واقع به خطر نیفتاده است.
در مارس ۲۰۱۹، رسانه های آلمانی گزارش دادند که مشتریانی که اعتبار حساب خود را به سرقت برده‌اند ، تماس با بانک و حل اوضاع را دشوار کرده اند. طرفداران مشتری گزارش دادند که تعداد فزاینده ای از قربانیان فیشینگ که قادر به دسترسی به حساب های خود نبودند ، وجود دارد و تماس با بانک را دشوار کرده اند. در یک پرونده گسترده گزارش شده N26 بیش از دو هفته طول کشید تا دسترسی مشتری که ۸۰،۰۰۰ یورو از حساب آنها دزدیده شده بود را دوباره به دست آورد. گزارش ها این سؤال را ایجاد می کرد که آیا رشد سریع این بانک ، آن را برای مقابله با افزایش تعداد موارد پشتیبانی، مجهز کرده است.